# Cales

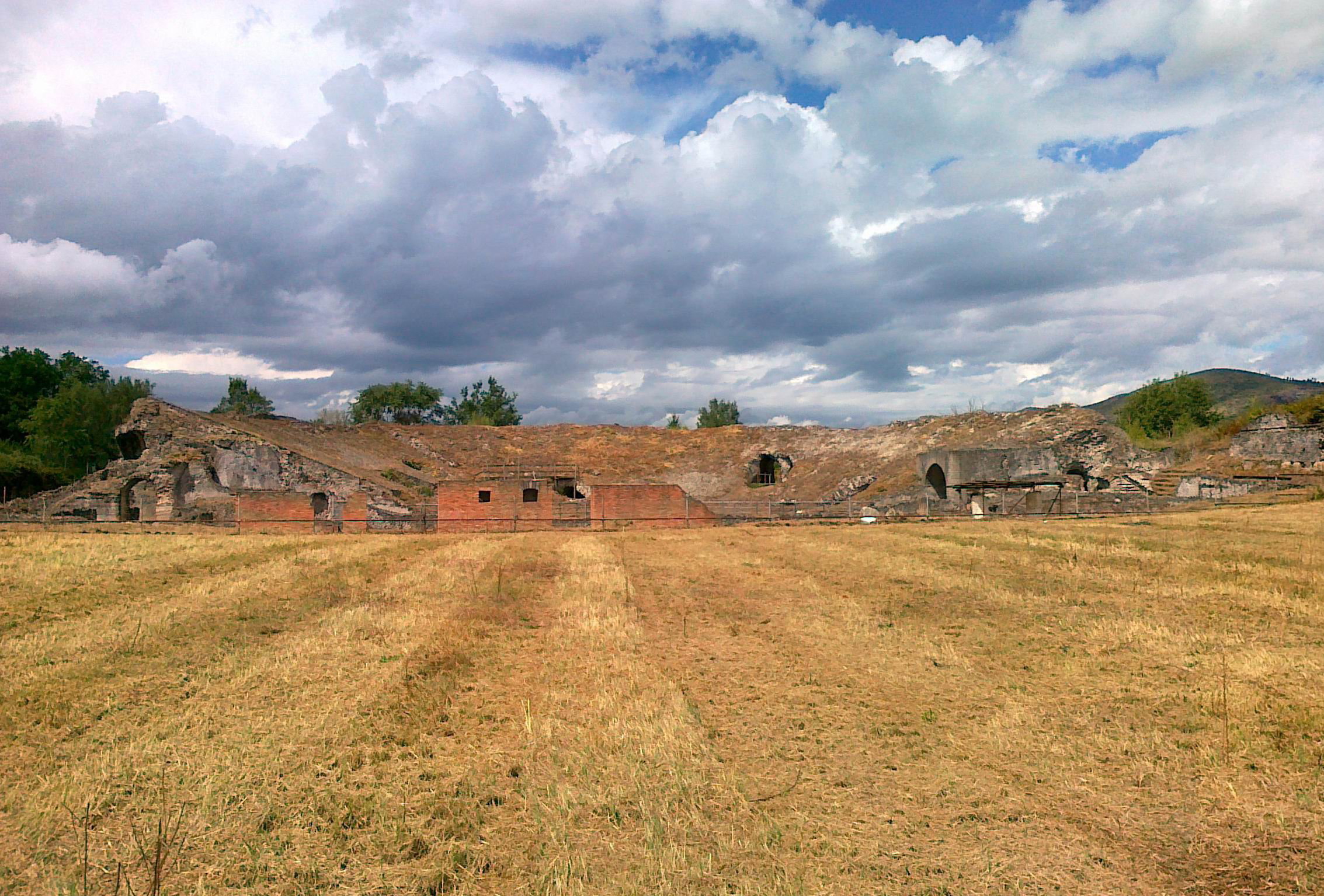
Restos del teatro de Cales

Cales fue una antigua población de Campania, situada en el norte de dicha región, en la carretera que unía Teanum con Casilinum. En el siglo IV a. C. fue anexionada por la República romana con el estatus de colonia, llegando a adquirir gran prosperidad a finales de la República y el primer siglo del Imperio. Es la actual Calvi Risorta.

## Historia
Cuando es mencionada por primera vez, se la llamó ciudad de los ausonios  y no estaba incluida en el territorio campano, primitivamente más restrictivo. Su antigüedad está atestiguada por Virgilio, quien asoció a los habitantes de Cales con sus vecinos los auruncos y sidicinos. Silio Itálico atribuía su fundación a Calais, el hermano de Bóreas.
En el año 332 a. C. los habitantes de Cales se aliaron con los sidicinos contra Roma, que los derrotó fácilmente y tomó la ciudad, donde dejó una guarnición. Al año siguiente, los romanos establecieron una colonia de derecho latino con dos mil quinientos habitantes. En adelante, se convirtió en una de las fortalezas del poder romano en Campania y, aunque su territorio fue devastado una y otra vez por los samnitas  y, en un periodo posterior, por Aníbal, la ciudad misma no sufrió ningún asalto. Sin embargo, sufrió tan severamente los estragos de la segunda guerra púnica que fue una de las doce colonias que, en el año 209 a. C., declararon su incapacidad para proporcionar más hombres o dinero  y, en consecuencia, se le impuso posteriormente contribuciones más pesadas como castigo.
A finales de la República, era una ciudad floreciente y populosa y gozaba del favor y protección de Cicerón. Ya en esta época era un municipium, estatus que conservó durante el Imperio. Estrabón habla de su prosperidad e importancia, aunque la sitúa por debajo de Teanum. Tras esto, no se la vuelve a mencionar en los textos conservados.
Desde el siglo V fue sede episcopal. Tras el fin del Imperio romano de Occidente, sufrió severamente los estragos de las sucesivas invasiones hasta casi haber dejado de existir en el siglo IX. Fue recuperada por los normandos.

## Descripción
Cales estaba situada en un ramal de la vía Latina que conducía de Teanum a Casilinum, en la intersección con la vía Apia. Distaba cinco millas de Teanum y más de siete de Casilinum. En gran parte debía su prosperidad a la fertilidad de su territorio que colindaba con el célebre ager Falernus. Sus vinos eran apenas inferiores a los de este. Es la patria de Marco Vinicio, yerno de Germánico y patrón de Veleyo Patérculo. De época romana son los restos de un teatro y un anfiteatro. Las monedas encontradas son de plata y cobre y, por sus leyendas, de la época colonial.